# Joe Haverty
Joseph « Joe » Haverty, né le 17 février 1936 et mort le 7 février 2009 à Dublin (Irlande), est un footballeur international irlandais.
Cet ailier compte 32 sélections et 3 buts en équipe d'Irlande entre 1955 et 1966.

## Biographie
Passé par Home Farm et St. Patrick's, Haverty signe en 1954, à 18 ans, à Arsenal FC, un grand club de Londres. Il y devient titulaire à partir de 1956 et se trouve sélectionné dans le London XI pour la première Coupe des villes de foires en 1955-1958. Ayant perdu sa place de titulaire, il demande en 1971 son transfert qui se concrétise avec le Blackburn Rovers FC. Son bilan à Arsenal est de 26 buts en 122 matchs toutes compétitions confondues.
Il enchaine dès lors les contrats plus courts dans des clubs plus modestes : Millwall FC et Bristol Rovers FC, un bref prêt au Celtic FC en 1964, un retour en Irlande à Shelbourne FC puis un départ aux États-Unis en 1967 : Spurs de Chicago et Spurs de Kansas City. De 1969 à 1972 il termine sa carrière en Irlande, à Drumcondra, Shamrock Rovers et Drogheda United.

## Sources
- (en) Stephen McGarrigle, The Complete who's who of Irish international football : 1945-1996, Edimbourg, Mainstream Publishing, octobre 1996, 237 p. (ISBN 1-85158-894-9), p. 88-89